# دیو مک کی
دیو مک کی (انگلیسی: Dave Mackay; ۱۴ نوامبر ۱۹۳۴ – ۲ مارس ۲۰۱۵) بازیکن و مربی فوتبال اهل اسکاتلند بود.

## باشگاهی
از باشگاه‌هایی که در آن بازی کرده‌است می‌توان به باشگاه فوتبال هارت آف میدلوتیان، باشگاه فوتبال تاتنهام هاتسپر، باشگاه فوتبال دربی کانتی، باشگاه فوتبال سوئیندون تاون اشاره کرد.

## تیم ملی
وی همچنین در تیم ملی فوتبال اسکاتلند بازی کرده است.